# Oued Athmania
Oued Athmania (em árabe: وادي العثمانية) é uma cidade e comuna localizada na província de Mila, Argélia. Segundo o censo de 2008, a população total da cidade era de 80 688 habitantes.